# Háje nad Jizerou
Háje nad Jizerou – gmina w Czechach, w powiecie Semily, w kraju libereckim. Według danych z dnia 1 stycznia 2013 liczyła 662 mieszkańców.